# 2212 Hephaistos
2212 Hephaistos (1978 SB) là mộtn Apollo asteroid and a vật thể gần Trái Đất được phát hiện ngày 27 tháng 9 năm 1978 bởi L. I. Chernykh ở Crimean Astrophysical Observatory. Nó được đặt theo tên Greek god Hephaestus.